# Maíz Nal Tel
El Nal Tel o Nal-Tel (en maya, Nal t'eel) es una variedad tropical de maíz (Zea mays) originaria de la península de Yucatán, en México. Se considera una de las variedades más antiguas de México.
El INIFAP clasificó al Nal-Tel de Altura como cultivar diferente al Nal-Tel, aunque en muchas fuentes se describe como «subraza». Una variedad también similar es la Chapalote.

## Historia
Se trata de una variedad muy antigua del maíz. Esto se conoce por restos arqueológicos como vasijas o cazuelas. En Mesoamérica es común encontrar en ellos restos secos o carbonizados del maíz. Por restos encontrados en Belice, se piensa que el maíz pudo llegar a Yucatán hace cuatro siglos (~2000 a. C..). De más hacia el sur, la actual Guatemala, se tiene menos información arqueológica, aunque sí se sabe que el antiguo grupo Nal Tel del Yucatán participó o dio origen a variedades hoy existentes en el Sureste de México y Guatemala, como el Nal Tel de Altura.

## Características
El grano del Nal-Tel se define como cristalino y semidentado, de color amarillento a blanquinoso. La planta posee una altura de 1.5 m. La mazorca es de tamaño pequeño, entre los 8 y los 12 cm de largo y 4-5 cm Ø, consistiendo de 12 hileras con
22 granos cada una.
El Nal Tel se cultiva en terrenos cársticos de las zonas bajas o intermedias (100–1.300 m s. n. m.) de Yucatán.
Se trata de una de las variedades tropicales del maíz en México, junto con la Zapalote, la Conejo y la Ratón. El clima idóneo para el maíz Nal-Tel varía de tropical seco a semiárido.
Tiene un ciclo de maduración muy precoz, en comparación a otras variedades de maíz.

### Mejoramiento genético
Esta raza de maíz presenta ciertas particularidades agronómicas que podrían ser útiles para el mejoramiento genético: excelente resistencia al viento, por lo que no sufre acame (la doblez o inclinación que sufre el tallo de las plantas), baja sensibilidad al fotoperiodo y excelente calidad del grano.
En 2015 los granjeros de Yaxcabá, Yucatán, observaron que su maíz era más resistente a las plagas de gorgojo del maíz (Sitophilus zeamais sp.) y al barrenador de madera (Prostephanus sp.).
El entorno árido en el que crece y su rápida maduración también hacen al Nal-Tel muy resistente a la sequía.

## Uso culinario
El maíz Nal-Tel es de tipo palomero, es decir, es provechoso para hacer palomitas. También es ideal para la preparación de atole, así como totopos, entre otros muchos usos. Es una raza con alto contenido de proteína, fibra y germen, por lo que se usa tanto para tortillas como para el pozole.
Un estudio comparativo de 2015 que incluía varias razas mayas de Zea mays encontró que las variedades Xmejen nal y Nal t’eel poseían menos cantidad de fécula (almidón) que otras como T’síit bakal y Xnuuk nal, y en cambio tenían más proteína.